# Västra Svarttjärnen (Dalby socken, Värmland)
Västra Svarttjärnen är en sjö i Torsby kommun i Värmland och ingår i Göta älvs huvudavrinningsområde.